# Иконому, Эндрю
Э́ндрю Джон Иконо́му (англ. Andrew John Ekonomou, Андре́ас Иконо́му, греч. Ανδρέας Οικονόμου; 13 сентября 1948, Майами) — американский адвокат из Атланты (Джорджия), член юридической команды президента США Дональда Трампа (с 2018 года), работающей под руководством Джея Секулоу. Учёный в области истории Византии. Старший адвокат в НКО «Американский центр закона и правосудия» (ACLJ) и «Европейский центр закона и правосудия» (ECLJ). Преподаватель истории и литературы Византии в Университете Эмори, а также ряде других вузов США.
Член Ордена святого апостола Андрея (архонт дикеофилакс Вселенского Патриархата).
Владеет греческим (включая новозаветный и новогреческий), французским, итальянским, немецким и латинским языками.

## Биография
Родился 13 сентября 1948 года в семье греческого происхождения.
В 1970 году окончил Университет Эмори со степенями бакалавра, защитив работу «История как искусство и наука». В 1971 году там же получил степень магистра в области истории за работу «Англо-французский арбитражный декрет папы Бонифация VIII, 1293—1303». доктора права (1974) и доктора философии (2000).
1975: юрисконсульт лидера фракции большинства Палаты представителей Джорджии.
1975—1978: помощник генерального прокурора штата Джорджия.
1978—1983: помощник федерального прокурора США по Северному округу Джорджии, начальник отдела по уголовным делам.
1982: и. о. федерального прокурора США по Северному округу Джорджии.
1983—н. в.: специальный помощник генерального прокурора штата Джорджия.
1983—1989: заместитель комиссара по вопросам страхования штата Джорджия для выполнения особых поручений.
1995—1997: помощник комиссара по ценным бумагам штата Джорджия.
1983—н. в.: специальный агент по расследованиям при комиссаре по ценным бумагам штата Джорджия.
С 1983 года занимается частной юридической практикой в ООО «Ekonomou Atkinson & Lambros».

## Личная жизнь
Женат.

## Публикации

### Книги
- Byzantine Rome and the Greek Popes (2007)[13]

### Неопубликованные манускрипты
- Caesarius of Arles: The Exercise of Episcopal Authority Through Asceticism By a Monk-Bishop in Sixth-Century Gaul
- Women’s Monasticism in the Sixth-Century West: Caesarius of Arles and the Rule for Nuns
- Pope Boniface VIII: Clericis Laicos and the Conflict with Philip the Fair: A Historiographic Essay
- Monastics and Ecclesiastics in Late Antique Egypt
- The Role and Responsibility of Diocletian in the Great Persecution: A Bibliographic Essay
- The Relations Between the Monastery of Vezelay and the Bishops of Autun from c. 858/859 to c. 1154
- Some Elements of Platonism in Gregory of Nyssa’s Life of Moses
- The Idea of Stabilitas in the Rule of St. Benedict
- The Pseudo-Macarian Homilies: To Toil in the Earth of the Heart
- The Book of Sainte Foy as a Source Text for Historical Studies
- St. John Chrysostom: Preacher and Politician: A Bibliographic Essay
- St. Anselm and His English Contemporaries[8]